# Anna Maria Mazzetti
Anna Maria Mazzetti (* 25. August 1988 in Magenta) ist eine ehemalige italienische Triathletin, mehrfache Staatsmeisterin (Triathlon-Sprint, Triathlon olympische Distanz), Vizeeuropameisterin Triathlon (2015) und Olympionikin (2012, 2016).

## Werdegang
Bei der Aquathlon-Weltmeisterschaft (2,5 km Laufen, 1 km Schwimmen und 2,5 km Laufen) belegte Anna Maria Mazzetti im September 2005 den sechsten Rang.
Im Oktober 2006 wurde die damals 18-Jährige im Duathlon Vizeeuropameisterin bei den Junioren.
2007 gewann Mazzetti die italienischen Triathlon-Meisterschaften in allen Junioren-Klassen (Aquathlon, Duathlon, Triathlon). 2008 wurde sie italienische U23-Meisterin und 2009 auch in der Elite-Kategorie.
Dank ihrer EM-Bronzemedaillen 2010 (U23) und 2011 (Elite) zählte sie zu den großen italienischen Olympiahoffnungen für 2012. 2011 gewann Mazzetti die Bronzemedaille bei den Elite-Europameisterschaften hinter Emmie Charayron und Vendula Frintová. Mazzetti ist somit nach Nadia Cortassa die einzige Italienerin, die bei einer Europameisterschaft einen Podestplatz erreichte.
In Italien vertritt Mazzetti wie auch Daniela Chmet, den Polizei-Verein (Polizia di Stato) GS Fiamme Oro, nachdem sie zuvor beim Friesian Team war. Mazzetti schloss ein naturwissenschaftlich ausgerichtetes Gymnasium (liceo sientifico) ab und lebt in Cesate.
Im Juni 2014 wurde sie in Kitzbühel nach 2010 (U23) und 2011 zum dritten Mal Dritte bei der Europameisterschaft auf der Triathlon-Kurzdistanz. Im September wurde sie italienische Staatsmeisterin auf der olympischen Distanz.
Im Juli 2015 wurde sie in Genf Vizeeuropameisterin auf der olympischen Distanz.

### Olympische Sommerspiele 2016
Anna Maria Mazzetti qualifizierte sich für einen Startplatz bei den Olympischen Sommerspielen 2016, sie ging am 20. August in Rio de Janeiro für Italien an den Start und belegte hinter Charlotte Bonin (Rang 17) als zweitbeste Italienerin den 29. Rang.
Auf der Triathlon-Sprintdistanz wurde sie im Oktober 2016 in Riccione italienische Staatsmeisterin und sie konnte damit ihre Titel aus den beiden Vorjahren erfolgreich verteidigen.
In der Jahreswertung der ITU World Championship Series 2019 belegte sie als beste Italienerin den neunten Rang und seit 2019 tritt sie nicht mehr international in Erscheinung.
Seit Mai 2021 ist Anna Maria Mazzetti Mutter einer Tochter.

## Sportliche Erfolge
| Datum/Jahr    | Rang | Wettbewerb                                            | Austragungsort    | Zeit     | Bemerkung |
| ------------- | ---- | ----------------------------------------------------- | ----------------- | -------- | --- |
| 30. Sep. 2017 | 4    | ITA Sprint Distance Triathlon National Championships  | Lignano           | 01:01:30 | |
| 1. Okt. 2016  | 1    | ITA Sprint Distance Triathlon National Championships  | Riccione          | 01:03:41 | Staatsmeisterin |
| 3. Okt. 2015  | 1    | ITA Sprint Distance Triathlon National Championships  | Riccione          | 01:03:40 | Staatsmeisterin auf der Sprintdistanz                                                                                       |
| 4. Okt. 2014  | 1    | ITA Sprint Distance Triathlon National Championships  | Riccione          | 01:05:58 | Staatsmeisterin auf der Sprintdistanz                                                                                       |
| 5. Okt. 2013  | 1    | ITA Sprint Distance Triathlon National Championships  | Lovadina          | 00:58:51 | Staatsmeisterin auf der Sprintdistanz                                                                                       |
| 6. Okt. 2012  | 1    | ITA Sprint Distance Triathlon National Championships  | Tirrenia          | 01:00:42 | Staatsmeisterin auf der Sprintdistanz                                                                                       |
| 1. Okt. 2011  | 1    | ITA Sprint Distance Triathlon National Championships  | Rimini            | 01:07:43 | Staatsmeisterin auf der Sprintdistanz                                                                                       |
| 20. Aug. 2011 | 11   | ITU Sprint Triathlon World Championships              | Lausanne          | 00:59:18 | Triathlon-Weltmeisterschaft auf der Sprintdistanz                                                                           |
| 28. Aug. 2010 | 3    | ETU Triathlon European Championship U23               | Vila Nova de Gaia |          | U23-Europameisterschaft |
| 21. Aug. 2010 | 12   | ITU Sprint Triathlon World Championships              | Lausanne          | 00:59:48 | Triathlon-Weltmeisterschaft auf der Sprintdistanz bei der Erstaustragung (750 m Schwimmen, 20 km Radfahren und 5 km Laufen) |
| 18. Juli 2010 | 1    | ITA Sprint Distance Triathlon National Championships  | Lecco             | 01:00:22 | Staatsmeisterin auf der Sprintdistanz                                                                                       |
| 28. Mai 2010  | 3    | FISU World University Triathlon Championships         | Valencia          |          | ausgetragen von der Fédération Internationale du Sport Universitaire                                                        |
| 14. Juni 2009 | 1    | ITA Sprint Distance Triathlon National Championships  | Gaggiano          | 01:04:25 | Staatsmeisterin auf der Sprintdistanz                                                                                       |
| 27. Juni 2008 | 17   | FISU World University Triathlon Championships         | Erdek             |          | |
| 29. Juni 2007 | 12   | ETU Triathlon European Championship Junior Women      | Kopenhagen        | 01:03:05 | Europameisterschaft Junioren                                                                                                |
| 23. Juni 2006 | 7    | ETU Triathlon European Championship Junior Women      | Autun             | 01:07:40 | Europameisterschaft Junioren                                                                                                |
| 10. Sep. 2005 | 4    | ITU Triathlon World Championship Junior Women         | Gamagōri          | 01:02:19 | Weltmeisterschaft Junioren                                                                                                  |
| 24. Juli 2005 | 2    | ETU Triathlon European Championship Junior Women Team | Alexandroupoli    | 01:24:14 | Vizeeuropameister im Team für Italien – zusammen mit Sara Desideri und Charlotte Bonin                                      |
| 23. Juli 2005 | 10   | ETU Triathlon European Championship Junior Women      | Alexandroupoli    | 01:04:03 | Europameisterschaft Junioren                                                                                                |
| 3. Juli 2004  | 14   | ETU Triathlon European Championship Junior Women      | Lausanne          | 01:11:55 | Europameisterschaft Junioren                                                                                                |

| Datum/Jahr    | Rang | Wettbewerb                                      | Austragungsort | Zeit        | Bemerkung                                                                                                |
| ------------- | ---- | ----------------------------------------------- | -------------- | ----------- | --- |
| 31. Aug. 2019 | 7    | ITU World Championship Series 2019              | Lausanne       | 02:04:51    | |
| 15. Aug. 2019 | 10   | ITU World Triathlon Olympic Qualification Event | Tokyo          | 01:42:04    | |
| 22. Sep. 2018 | 2    | ITU Triathlon World Cup                         | Weihai         | 02:08:13    | Zweite hinter Taylor Spivey                                                                              |
| 2. Sep. 2018  | 3    | ITU Triathlon World Cup                         | Karlsbad       | 02:08:27    | |
| 6. Mai 2017   | 2    | Kalterer See Triathlon                          | Kalterer See   | 02:08:42,56 | [ 2 ] |
| 20. Aug. 2016 | 29   | Olympische Sommerspiele 2016                    | Rio de Janeiro | 02:01:53    | |
| 5. März 2016  | 9    | ITU World Championship Series 2016              | Abu Dhabi      | 01:57:26    | im ersten Rennen der Saison                                                                              |
| 2. Aug. 2015  | 8    | ITU World Olympic Qualification Event           | Rio de Janeiro | 02:01:00    | |
| 11. Juli 2015 | 2    | ETU Triathlon European Championships            | Genf           |             | Vizeeuropameisterin auf der olympischen Kurzdistanz                                                      |
| 6. Juni 2015  | 1    | ITA Triathlon National Championships            | Farra d’Alpago | 02:11:46    | Staatsmeisterin                                                                                          |
| 9. Mai 2015   | 7    | ITU Triathlon World Cup                         | Chengdu        | 01:59:14    | |
| 13. Sep. 2014 | 1    | ITA Triathlon National Championships            | Sapri          | 01:58:15    | Staatsmeisterin                                                                                          |
| 28. Juni 2014 | 4    | ITU World Championship Series 2014              | Chicago        | 01:56:56    | |
| 20. Juni 2014 | 3    | ETU Triathlon European Championships            | Kitzbühel      | 02:10:24    | |
| 2. Juli 2011  | 1    | ITA Triathlon National Championships            | Tarzo Revine   | 02:09:56    | Staatsmeisterin                                                                                          |
| 24. Juni 2011 | 3    | ETU Triathlon European Championships            | Pontevedra     |             | Europameisterschaft auf der olympischen Kurzdistanz (1,5 km Schwimmen, 40 km Radfahren und 10 km Laufen) |
| 7. Mai 2011   | 3    | Kalterer See Triathlon                          | Kalterer See   |             | |
| 3. Juli 2010  | 8    | ETU Triathlon European Championships            | Athlone        |             | Europameisterschaft auf der olympischen Kurzdistanz                                                      |
| 19. Juli 2009 | 1    | ITA Triathlon National Championships            | Lago del Salto | 02:05:10    | Staatsmeisterin                                                                                          |
| 20. Juni 2009 | 4    | ETU Triathlon European Championship U23         | Tarzo Revine   | 02:08:21    | Europameisterschaft U23                                                                                  |
| 16. Mai 2009  | 1    | Kalterer See Triathlon                          | Kalterer See   |             | Siegerin auf der olympischen Distanz (1,5 km Schwimmen 40 km Radfahren und 10 km Laufen)                 |

| Datum/Jahr    | Rang | Wettbewerb                                      | Austragungsort | Zeit     | Bemerkung                                                                             |
| ------------- | ---- | ----------------------------------------------- | -------------- | -------- | ------------------------------------------------------------------------------------- |
| 23. Sep. 2012 | 1    | ITU Duathlon World Championship Mixed-Relay     | Nancy          | 01:28:30 | Weltmeister im Mixed-Team mit Daniel Hofer, Massimo De Ponti und Daniela Chmet        |
| 19. Mai 2007  | 4    | ITU Duathlon World Championship Junior Women    | Győr           |          | Junioren-Duathlon-Weltmeisterschaft                                                   |
| 7. Okt. 2006  | 2    | ETU Duathlon European Championship Junior Women | Rimini         |          | Vizeeuropameisterin bei den Junioren (5 km Laufen, 20 km Radfahren und 2,5 km Laufen) |

| Datum/Jahr   | Rang | Wettbewerb                       | Austragungsort | Zeit | Bemerkung                                                                     |
| ------------ | ---- | -------------------------------- | -------------- | ---- | ----------------------------------------------------------------------------- |
| 8. Sep. 2005 | 6    | ITU Aquathlon World Championship | Gamagōri       |      | Aquathlon-Weltmeisterschaft (2,5 km Laufen, 1 km Schwimmen und 2,5 km Laufen) |

(DNF – Did Not Finish)